# Pällmann-Kommission
Die Kommission Verkehrsinfrastrukturfinanzierung bzw. die so genannte Pällmann-Kommission wurde im September 1999 von der Bundesregierung als eine Expertenkommission unter Vorsitz von Wilhelm Pällmann (ehem. Vorstand der Bundesbahn und der Bundespost Telekom) einberufen. Ihre Aufgabe war es, Möglichkeiten zur Finanzierung der Bundesverkehrswege außerhalb des Bundeshaushalts zu prüfen und konkrete Schritte vorzuschlagen. Entsprechende Vorschläge präsentierte die Kommission in ihrem Schlussbericht vom 5. September 2000.